# Povodně ve střední Evropě v květnu 2010
Povodně ve střední Evropě v květnu 2010 začaly večer 16. května, kdy se začaly zvedat hladiny řek hlavně na severní Moravě a ve Slezsku. V tomto období postihly povodně i Polsko, Slovensko a Maďarsko.

## Česko
První den byla obětí starší žena z Třince.
Druhý den 17. května musela být evakuována nemocnice v Bohumíně, kde voda zatápěla sklepy a město čekalo stoletou vodu. Z nemocnice bylo evakuováno 160 lidí a její plný provoz byl obnoven 19. května. Všechny přístupové cesty z české strany do Karviné byly zatopeny nebo uzavřeny. Po dlouhém a vydatném dešti, kdy se začaly srážkové úhrny blížit celoročnímu maximu nejsušších českých oblastí, se vylily z koryt řeky Olše, Odra, Bečva, Morava a další; mnohde se situace začala nápadně přibližovat stavu z počátku července 1997. V okolí Těšína došlo k zvýšení hladiny některých přehrad (např. Těrlicko).

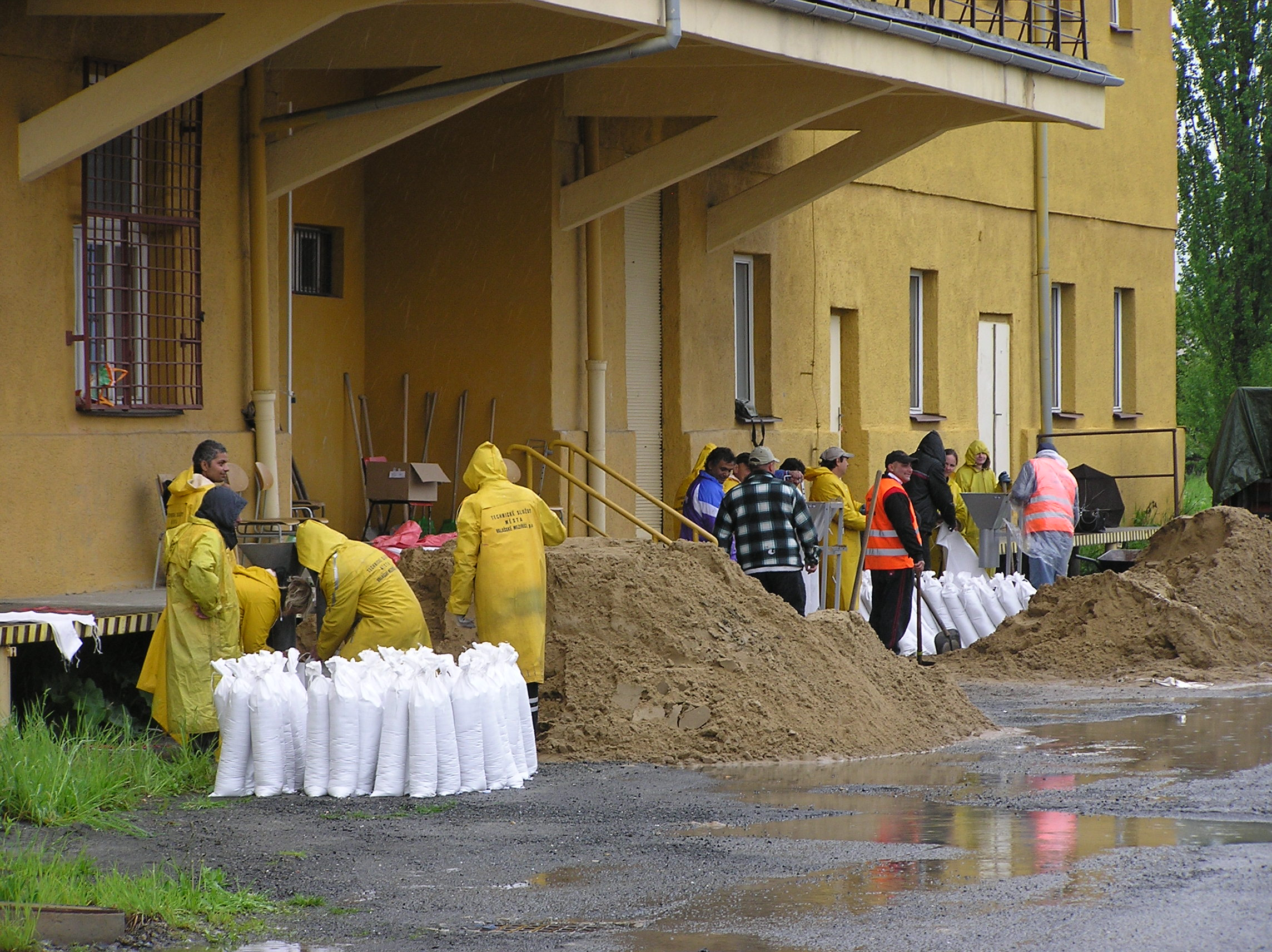
Lidé plnící pytle pískem ve Valašském Meziříčí

Ve 161 obcích Zlínského kraje a 141 obcích Moravskoslezského kraje byl vyhlášen stav nebezpečí. Ten byl vyhlášen také v Olomouckém kraji. V Zubří voda zbořila několik domů. Byly také zaplaveny Troubky, ve kterých povodeň v roce 1997 zničila 150 domů a 9 lidí zemřelo. Na Vsetínsku, kde voda 18. května už pomalu začala ustupovat, se objevily první sesuvy půdy.
Přehrady v povodí řek Odra (Šance, Morávka, Olešná, Žermanice, Těrlicko a Kružberk) a Morava (Bystřička, Bojkovice, Ludkovice, Opatovice a Výrovice) byly plné a voda tekla přes bezpečnostní přelivy.

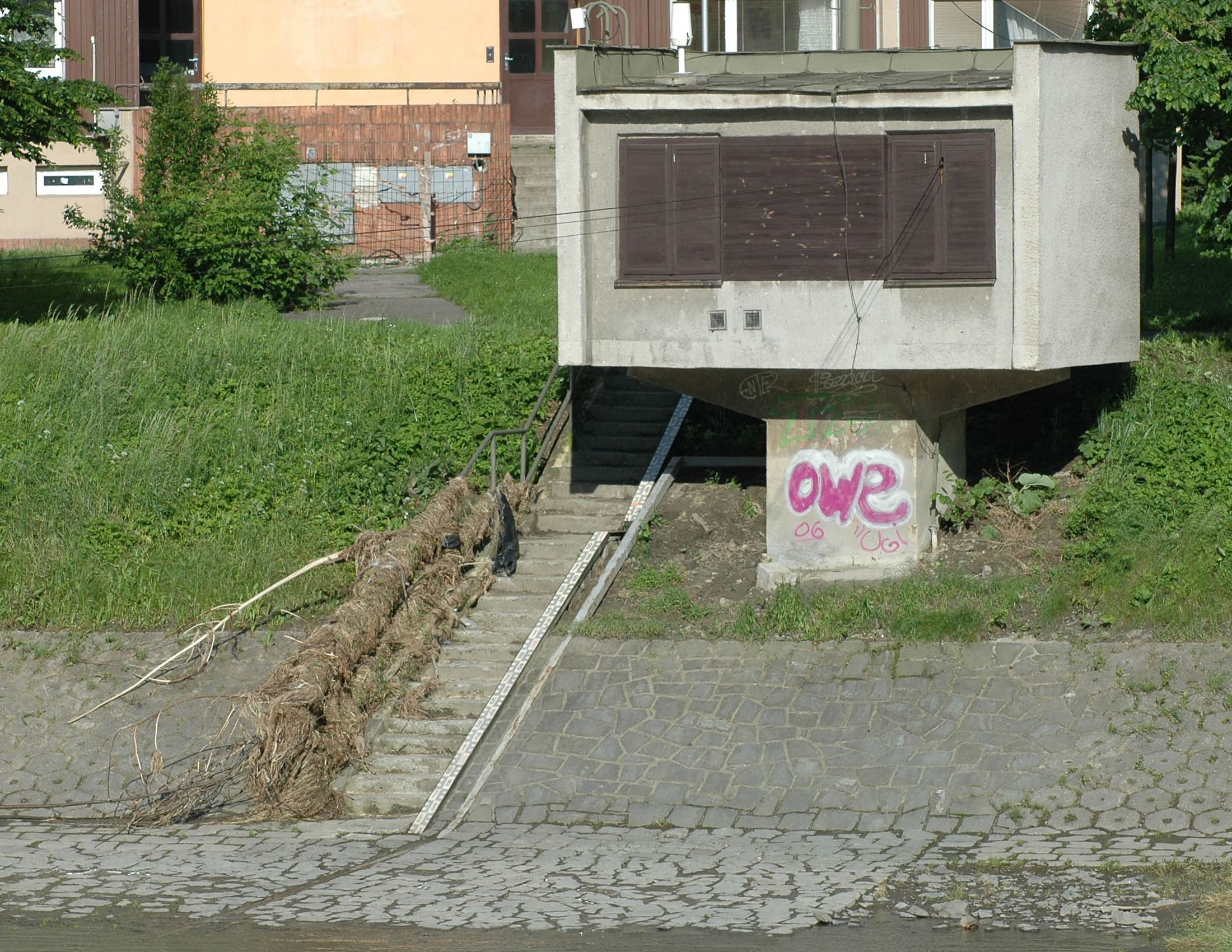
Povodňové naplaveniny na hlásném profilu Ostrava na Ostravici

Hladiny řek v Moravskoslezském kraji 19. května výrazně klesly, ale např. část Karviné a několik okolních obcí bylo stále pod vodou. V oblastech, kde už voda opadla, docházelo k řadě sesuvů půdy. V obci Kunčičky u Bašky v okrese Frýdek-Místek nevydržel prostřední pilíř mostu přes řeku Ostravici a vyhnul se o 30 cm. Most byl uzavřen. Na mnoha místech se objevovaly sesuvy půdy. Jen v Moravskoslezském kraji bylo k 28. květnu zaznamenáno na 60 sesuvů.
S postupným klesáním hladin řek na severovýchodní Moravě, se postupně začaly zvedat hladiny na jižní Moravě v povodí řeky Moravy. Zde však voda nenapáchala žádné výrazné škody.

### Politika
V souvislosti s celou událostí se některé politické strany rozhodly přerušit v postižených oblastech intenzivní a dlouho probíhající předvolební kampaň k parlamentním volbám v červnu 2010 a věnovat peníze na pomoc postiženým oblastem; škody v oblastech okolo řek totiž dosáhly již v prvních dnech několika desítek milionů korun.
24. května vyhlásila místopředsedkyně Parlamentu ČR Miroslava Němcová stav legislativní nouze, který umožnil parlamentu zrychlené jednání o vydání státních dluhopisů na úhradu povodňových škod, které navrhla vláda. Dluhopisy ve výši 3 miliard Kč schválili poslanci 27. května.

## Slovensko

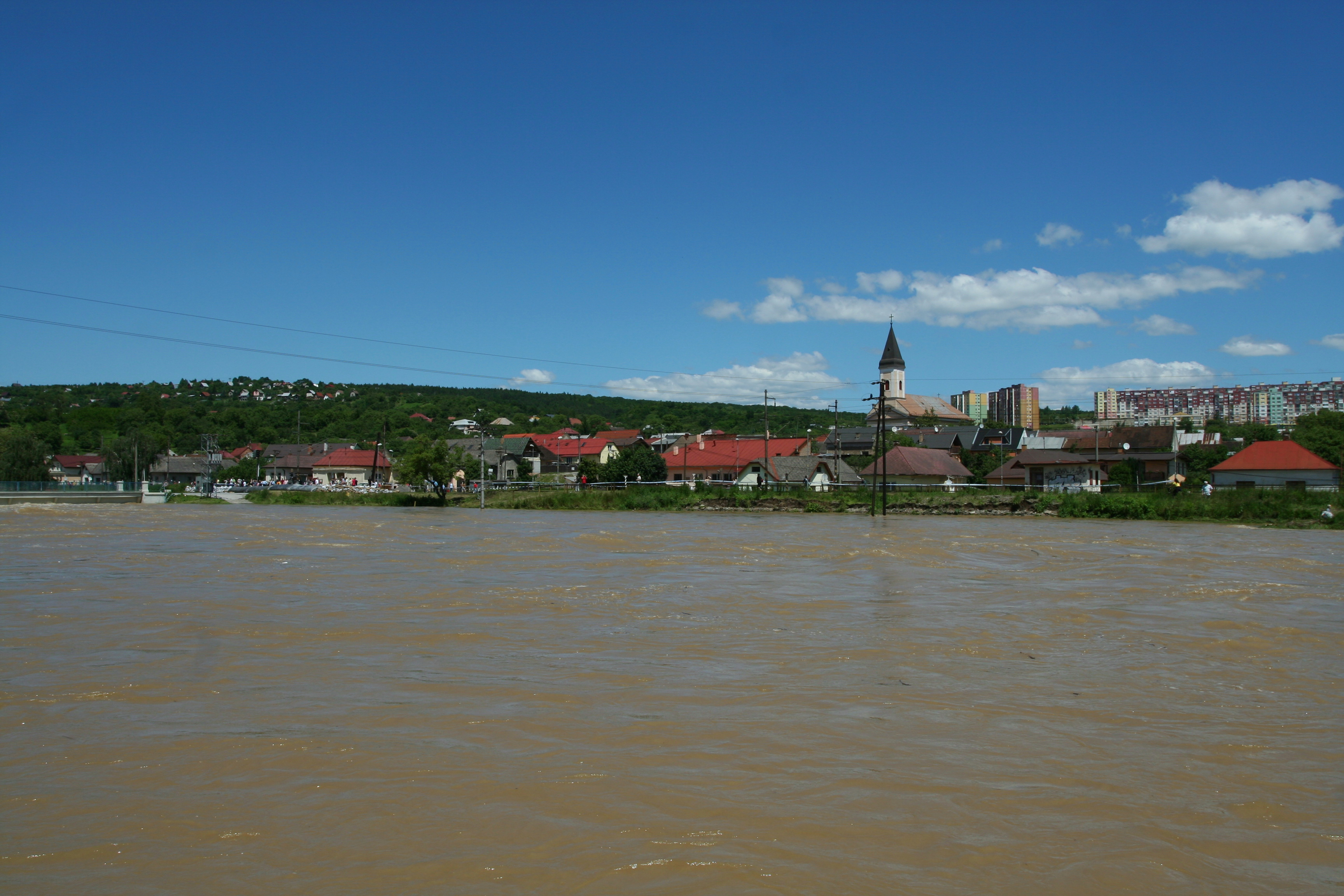
Zvýšená hladina Hornádu nedaleko košického sídliště Ťahanovce, 5. června

Povodeň na Slovensku zasáhla jeho severozápadní část (Žilinský kraj a Trenčínský kraj) a východní část (Košický kraj a Prešovský kraj) 16. května. Zde přívalové deště zatopily řadu vesnic a na nejvyšší (3. stupeň) stouply hladiny řek Hornád, Olšava, Torysa, Roňava, Ida, Bodva a Výrava.

Už 17. května začaly hladiny řek na východě postupně klesat. Ale silný vítr, který lámal stromy, a vytrvalý déšť zvednul hladiny řek na severovýchodě země. V obci Bukovce u Humenného strhla voda most a na řece Hornádu se pod Košicemi protrhla
hráz. Další hráz protrhla řeka Ondava u Trebišova a rozlila se do okolí. Ještě 25. května, kdy už na většině postižených oblastí voda opadla a hladiny řek klesly, byla řada míst, kde nadále platil pro vysoké hladiny řek stav ohrožení.
18. května mělo Slovensko jednu oběť povodní, ale policie měla pochybnosti, zda je starší muž oběť povodní.

## Polsko

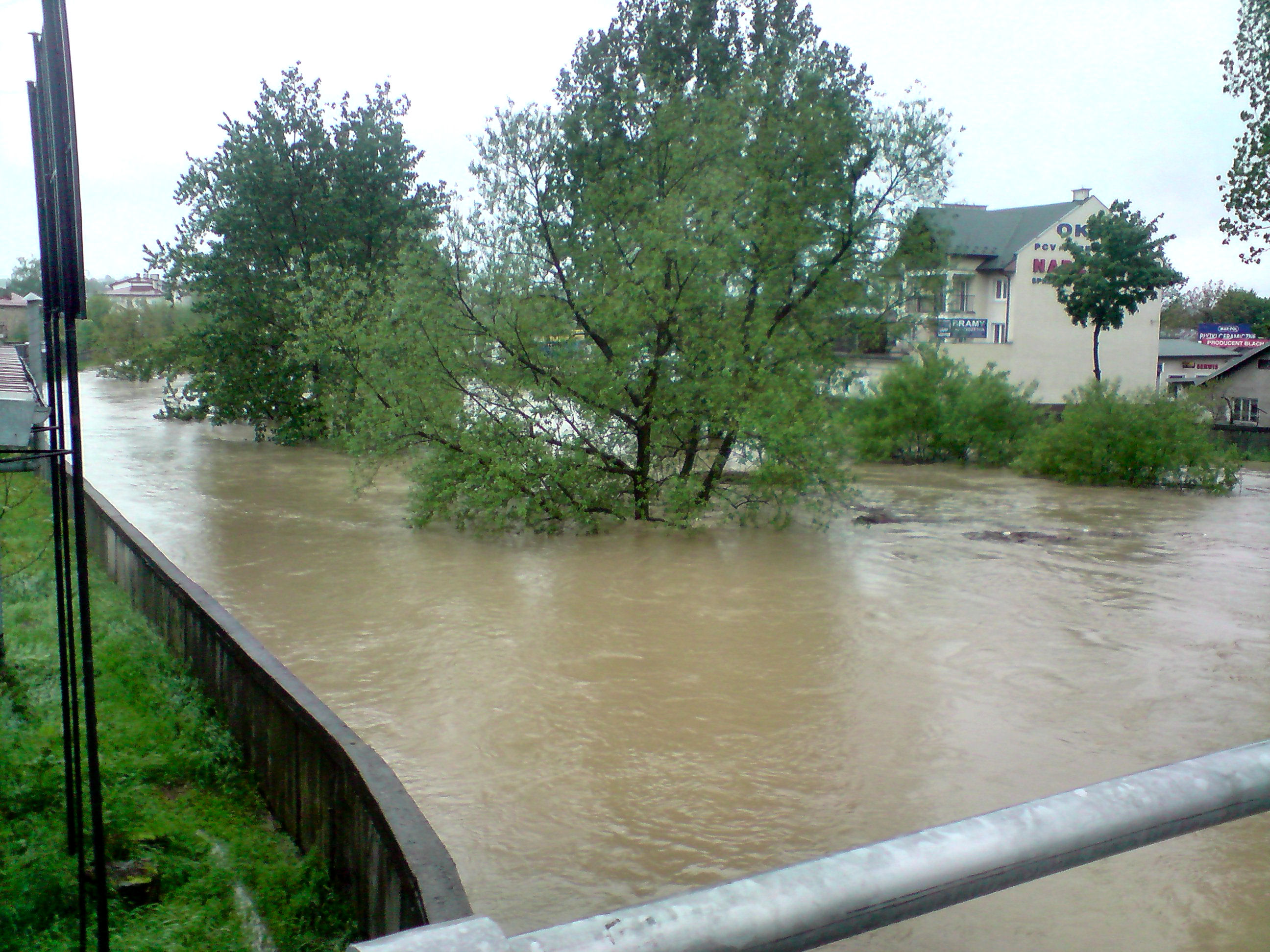
rozvodněná řeka Jasiołka (17. 5. 2010)

Povodeň v Polsku zasáhla jeho jižní oblasti (Malopolské vojvodství, Podkarpatské vojvodství, Slezské vojvodství, Opolské vojvodství). V Krakově hladina řeky Visly překročila výšku 9 metrů, což je více než při povodni v r. 1997. Podle polského ministra vnitra Jerzyho Millera byla povodeň srovnatelná s rokem 1997. Na pomoc ohroženým oblastem vláda poslala 8 000 vojáků.
27. května mělo Polsko již devatenáct obětí záplav.

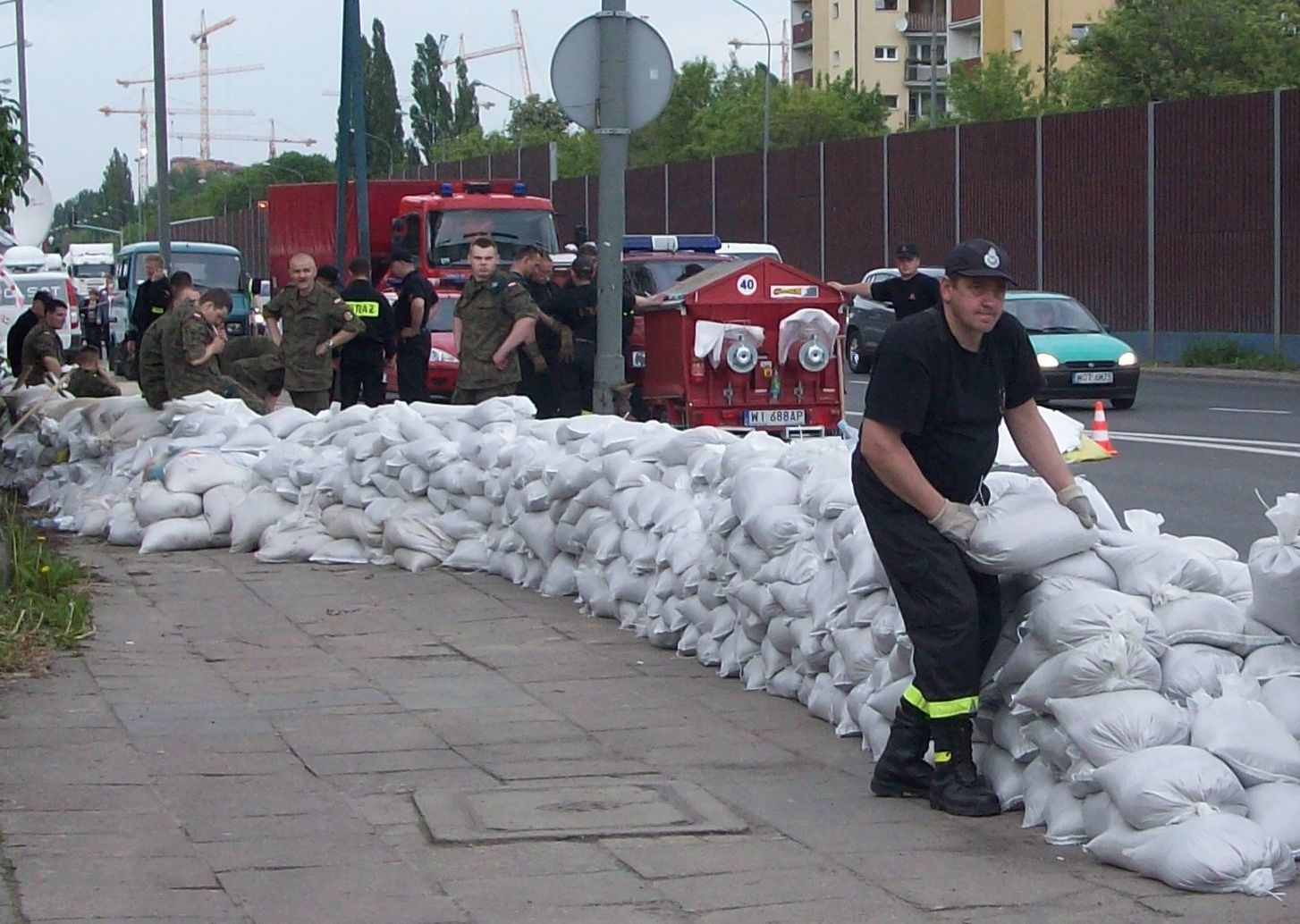
Příprava protipovodňových hrází ve Varšavě

Tehdejší polský premiér Donald Tusk uvedl, že záplavy překročily škody za 10 miliard złotych (2,43 miliard €). Polsko požádalo o pomoc Evropskou unii. Mezi členy EU, kteří individuálně poslali záchranné týmy a vybavení byla Francie, Litva, Lotyšsko, Estonsko, Německo a Česká republika (Německo a ČR povodně rovněž zasáhly). 25. května 2010 poslalo Rusko (nečlen EU) do Polska transportní letadlo Iljušin Il-76 naložené 18 vysokotlakými pumpami, 34 čluny a 5 mobilními elektrárnami na základě bilaterální dohody o vzájemné pomoci z roku 1993.
Hlavní poradce premiéra Tuska Michał Boni uvedl, že muselo být evakuováno 23 000 lidí, celkem se záplavy dotkly až 100 000 lidí.

## Německo
I když zde nebyly přívalové deště jako v ostatních státech, byla oblast Braniborska postižena povodní v povodí řeky Odry, která přitéká z Polska. Povodňová vlna tam dorazila 27. května. U obce Ratzdorf, kde se Odra poprvé dotýká německého území, dosáhla hladina řeky výšky 6,3 m.

## Maďarsko

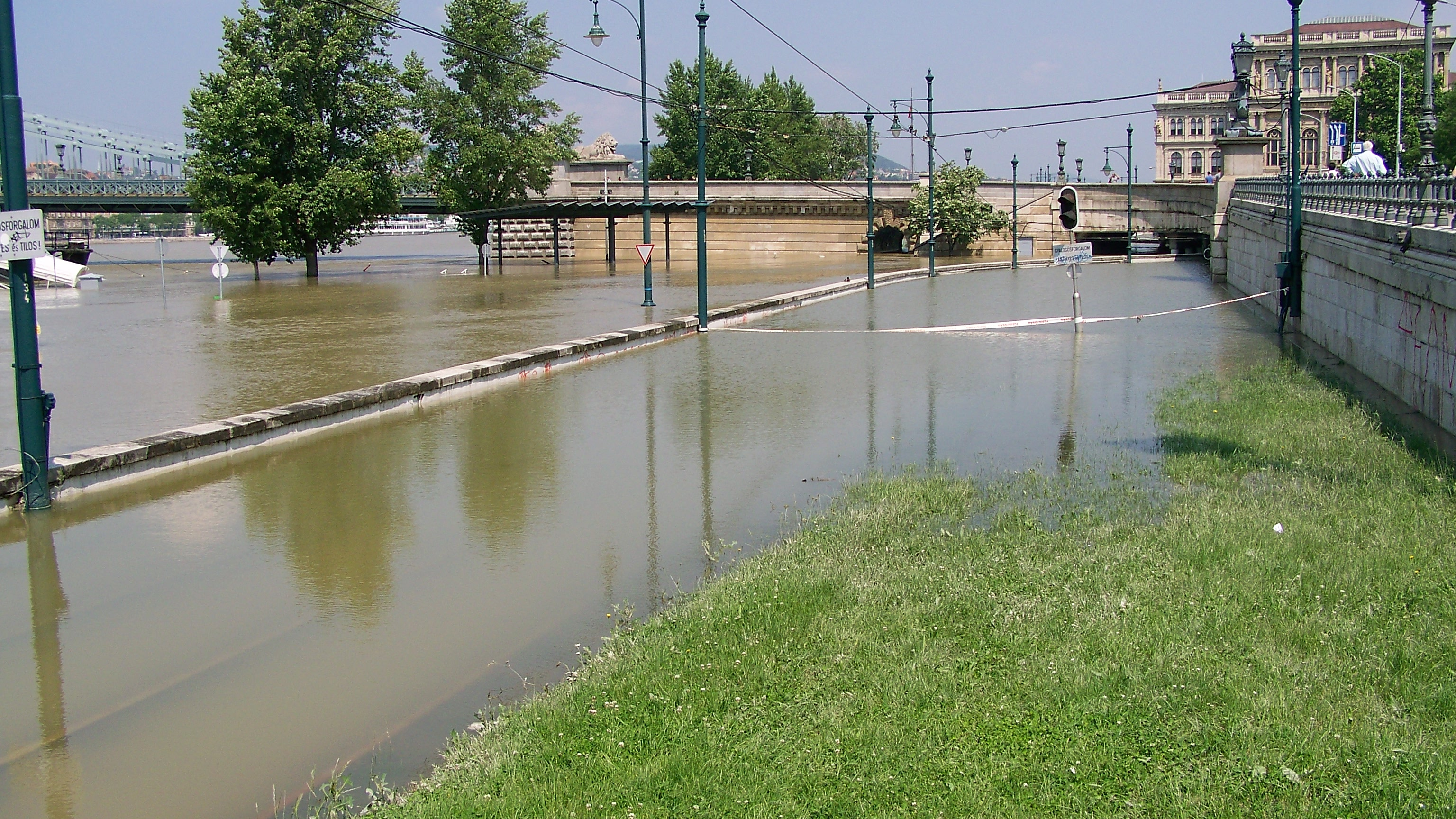
Zvýšená hladina Dunaje v Budapešti

Povodeň v Maďarsku zasáhla jeho severní a východní oblasti. Nejvíce postižené byly oblasti podél řek Hornád a Slaná. Rozvodnila se také řeka Bodva. Bylo evakuováno asi 2 300 lidí. Mimo jiných byly zatopeny města Edelény, Diósgyőr, Miškolc a Sátoraljaújhely.
17. května mělo Maďarsko dvě oběti záplav.

## Ukrajina
Silné deště způsobily záplavy na západní Ukrajině, kde byla nejhorší situace v Zakarpatské oblasti. Vážná byla také situace v oblasti Lvova a Ivano-Frankivska. Bylo zaplaveno několik stovek domácností.

## Srbsko
V Srbsku se rozvodnila řeka Pčinja a zatopila několik desítek domů a poškodila silnice. V jihosrbské obci Trgovište se při povodni utopili dva lidé.

## Další
Silné deště postihly také Rakousko a Bulharsko.